# Sur la plage de Belfast
Pour plus de détails, voir Fiche technique et Distribution.
Sur la plage de Belfast est un documentaire français réalisé par Henri-François Imbert et sorti en 1996.

## Fiche technique
- Titre : Sur la plage de Belfast
- Réalisation :  Henri-François Imbert
- Scénario : Henri-François Imbert
- Photographie : Henri-François Imbert
- Son : Henri-François Imbert
- Montage : Henri-François Imbert et Marianne Rigaud
- Musique : Sylvain Vanot
- Production : Libre cours
- Distribution : Agence du court métrage - Shellac Distribution
- Pays :  France
- Genre : documentaire
- Durée : 40 minutes
- Date de sortie : France - 1996

## Distinctions

### Sélections
- FIDMarseille 1996, « Vues sur les docs »[1]
- Festival de Cannes 1997 (programmation de l'ACID)[2]

### Récompenses
- Les Écrans du documentaire 1996 (Gentilly) : grand prix du jury
- Grand prix « Télévision de la découverte » de la SCAM 1997[3]